# Janaul'skij rajon
Lo Janaul'skij rajon (in russo Янаульский район?) è un municipal'nyj rajon della Repubblica della Baschiria, nella Russia europea.